# Du Rig-Rig
Du Rig-Rig är en ö i Eritrea.   Den ligger i regionen Norra rödahavsregionen, i den nordöstra delen av landet, 110 km nordost om huvudstaden Asmara. Arean är 0,92 kvadratkilometer.
Terrängen på Du Rig-Rig är mycket platt. Öns högsta punkt är 10 meter över havet. Den sträcker sig 1,1 kilometer i nord-sydlig riktning, och 1,1 kilometer i öst-västlig riktning.